# Arcobara

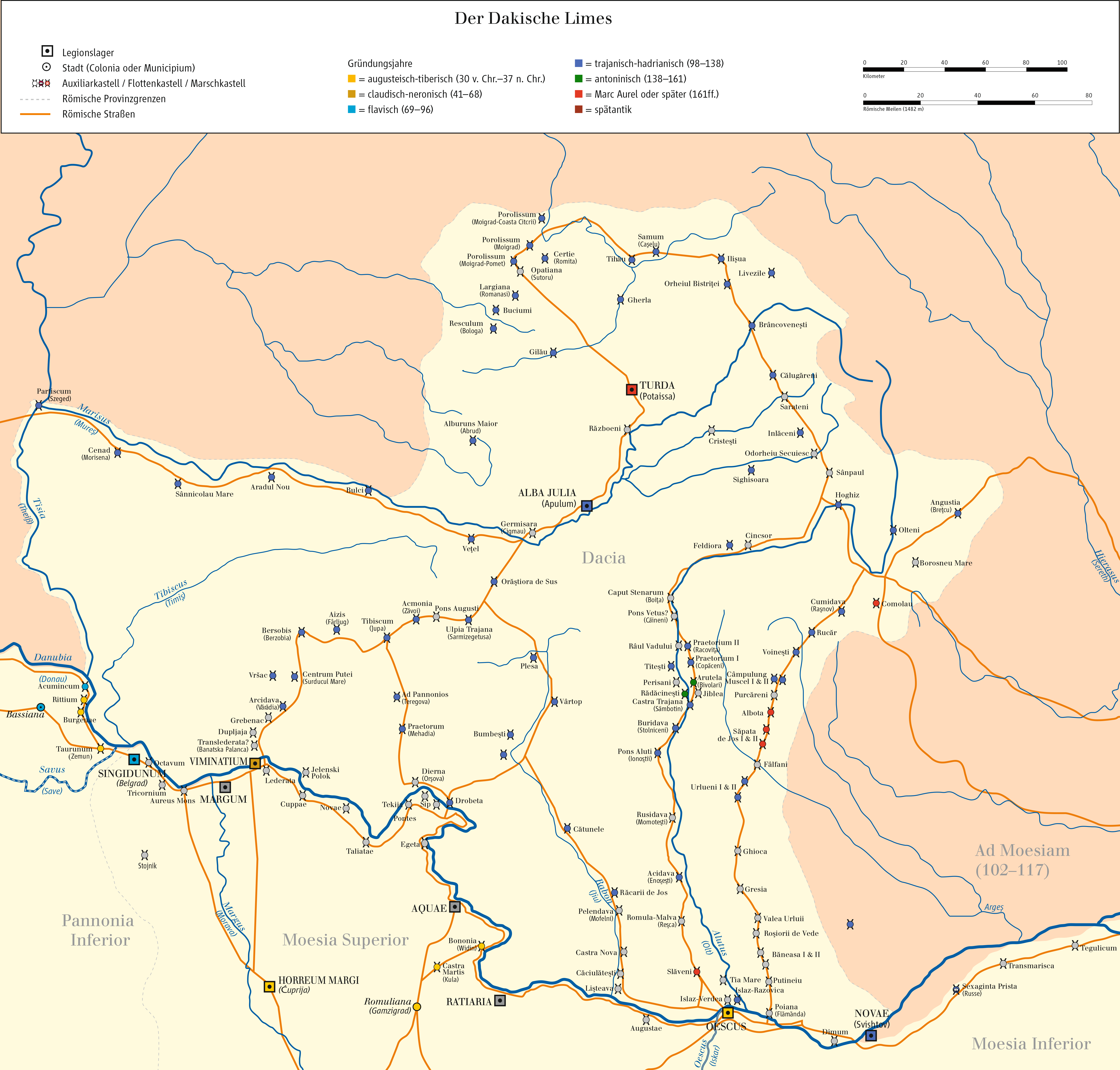
Die Dakischen Limites

Arcobara, auch bekannt als Kastell Ilișua, war ein antikes römisches Hilfstruppenlager auf dem Dorfgebiet von Ilișua, Gemeinde Uriu, Kreis Bistrița-Năsăud in der rumänischen Region Siebenbürgen. Gemeinsam mit insgesamt 277 Stätten des Dakischen Limes wurde das Kastell Ilișua 2024 zum UNESCO-Weltkulturerbe erhoben.